# دربی (کانزاس)
دربی (به انگلیسی: Derby) شهری در ایالت کانزاس کشور ایالات متحده آمریکا است که جمعیت آن در سرشماری سال ۲۰۱۰ میلادی، ۲۲٬۱۵۸ نفر بوده‌است.